# Babetta
A Babetta név a Babett továbbképzett alakja.

## Rokon nevek
Babett, Betta, Betti

## Gyakorisága
Az újszülöttek körében az 1990-es években szórványos név volt. A 2000-es és a 2010-es években sem szerepelt a 100 leggyakrabban adott női név között.
A teljes népességre vonatkozóan a Babetta sem a 2000-es, sem a 2010-es években nem szerepelt a 100 leggyakrabban viselt női név között.

## Névnapok
- július 4.[2]